# Erik Huseklepp
Erik André Huseklepp (Bærum, Noruega, 5 de septiembre de 1984) es un exfutbolista y entrenador noruego. Es segundo entrenador en el SK Brann desde enero de 2022.
Como jugador, se desempeñaba de delantero o extremo. Disputó 11 temporadas en la primera división de su país, un año en la Serie A por el Bari y dos temporadas de EFL Championship en Portsmouth y Birmingham City. A nivel internacional, disputó 36 encuentros y anotó 7 goles por la selección de Noruega entre 2008 y 2014.
Tras su retiro en 2022, comenzó su carrera como entrenador.

## Clubes

### Como jugador
| Club                         | País       | Año       |
| ---------------------------- | ---------- | --------- |
| Fyllingen Fotball            | Noruega    | 2004-2005 |
| SK Brann                     | Noruega    | 2005-2010 |
| AS Bari                      | Italia     | 2011      |
| Portsmouth FC                | Inglaterra | 2011-2012 |
| Birmingham City (a préstamo) | Inglaterra | 2012      |
| SK Brann                     | Noruega    | 2012-2016 |
| Haugesund                    | Noruega    | 2017      |
| Åsane (a préstamo)           | Noruega    | 2017      |
| Åsane                        | Noruega    | 2018-2019 |
| FK Fyllingsdalen             | Noruega    | 2019-2021 |

### Como segundo entrenador
| Club     | País    | Año           |
| -------- | ------- | ------------- |
| SK Brann | Noruega | 2022-presente |

## Palmarés

### Campeonatos nacionales
| Título      | Club     | País    | Año  |
| ----------- | -------- | ------- | ---- |
| Tippeligaen | SK Brann | Noruega | 2007 |